# The Jordan Chance
The Jordan Chance es un telefilme estadounidense de drama de 1978, dirigido por Jules Irving, escrito por Stephen J. Cannell y Roy Huggins, musicalizado por Pete Rugolo, en la fotografía estuvieron Enzo A. Martinelli y Leonard J. South, los protagonistas son Raymond Burr, Ted Shackelford, James Canning y John McIntire, entre otros. Este largometraje fue producido por R.B. Productions, Roy Huggins Productions y Universal Television; se estrenó el 12 de diciembre de 1978.

## Sinopsis
Frank Jordan es un hombre que fue llevado a prisión sin merecerlo. Luego de su liberación, se transforma en abogado y crea la Fundación Jordan, cuyo objetivo es facilitar a la gente que está presa indebidamente una oportunidad de absolución.